# Monastère de la Sainte-Trinité d'Hébron

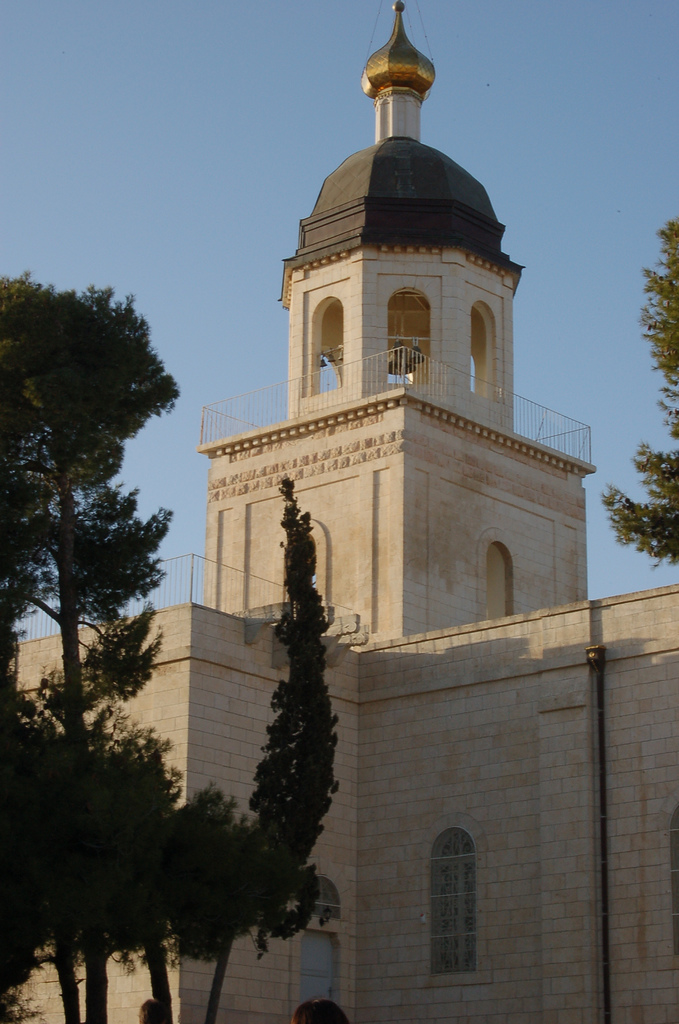
Monastère de la Sainte-Trinité

Le monastère de la Sainte-Trinité (en russe : Монастырь Святой Троицы) est un monastère masculin orthodoxe. Il est sous la juridiction de l'Église orthodoxe russe et se trouve à Hébron du côté occidental du Jourdain dans les territoires administrés par l'autorité palestinienne.

## Historique

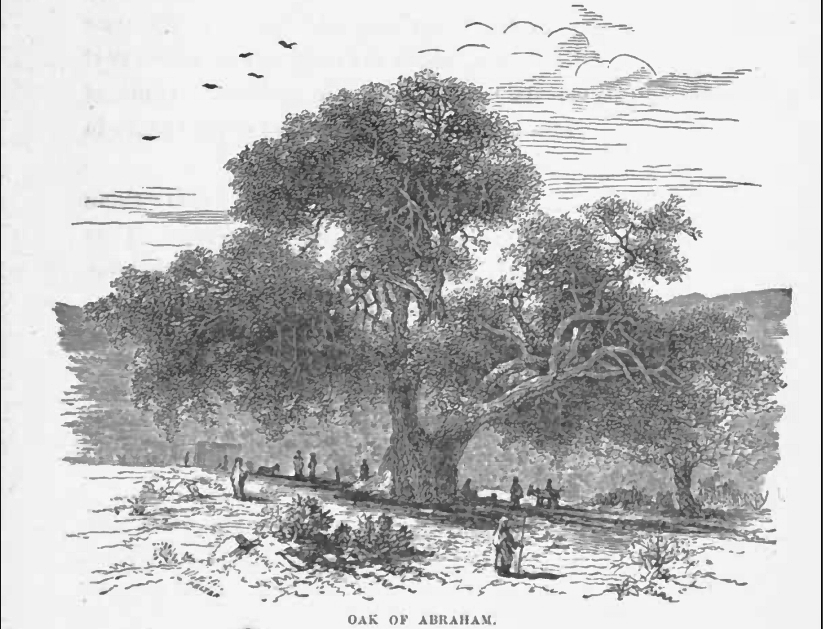
Gravure du chêne de Mambré en 1887

Le monastère se trouve dans un terrain acquis au XIXe siècle par l'archimandrite Antonin pour la mission russe orthodoxe de Jérusalem. Il  était sous la juridiction de l'Église orthodoxe russe hors frontières (réunie depuis 2007 à l'Église russe) de 1922 à 1997, date à laquelle il est passé sous l'autorité du patriarcat de Moscou.
L'église du monastère a été consacrée en 1925 et vouée aux saints Patriarches, l'autel sud à la sainte Trinité et l'autel nord à saint Nicolas. Une hôtellerie est construite à côté pour les pèlerins.
Le fameux chêne de Mambré (ou chêne de Moré), où Abraham eut l'apparition de trois anges, préfigurant le mystère de la Trinité, se trouve sur le territoire du monastère.

## Liens externes

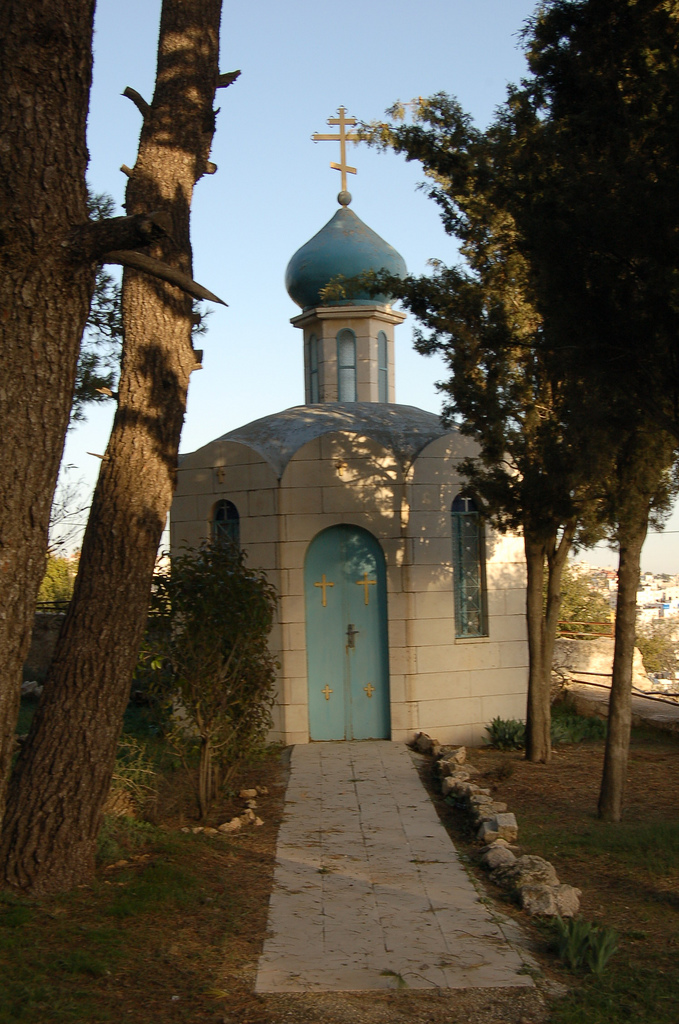
Chapelle dépendant du monastère près du chêne de Mambré

## Source
- (ru) Cet article est partiellement ou en totalité issu de l’article de Wikipédia en russe intitulé « Монастырь Святой Троицы (Хеврон) » (voir la liste des auteurs).